# Jacques Keyser
Pour les articles homonymes, voir Keyser.
Jacques Keyser, né le 12 décembre 1885 à Paris et mort le 21 mars 1954 à Paris, est un athlète franco-néerlandais, spécialiste des courses de fond.

## Biographie
Jacques Keyser avait un père hollandais et une mère belge, et pouvait concourir autant pour la France et que pour les Pays-Bas. Bien qu'il ne parlait pas le néerlandais, il a participé aux Jeux olympiques d'été  de 1908 sous les couleurs néerlandaises, mais n'a pas réussi à atteindre la finale du 1500 m et du 5 miles. Entre 1910 et 1912 , il a battu les records néerlandais nationaux sur le 1500 m (4 min 11 s 8), le mile (4 min 31 s 4), et le 5000 m (16 min 10 s 2), chacun restant un record pendant une décennie.
Après sa carrière, il possédait et tenait un magasin de matériel de sport dans le quartier Montmartre pendant de nombreuses années, il est mort à l'âge de 68 ans à Paris des suites d'une longue maladie.

## Palmarès

### Championnats nationaux
- Championnat de France de cross-country (cross long) :
  -      Médaille d'or en 1907, 1908, 1913, 1914 et 1918
  -   Médaille d'argent en 1909 et 1912
  -   Médaille de bronze en 1911 et 1919
- Championnats de France du 1 500 mètres :
  -       Médaille d'or en 1907, 1908, 1910, 1913, 1914 et 1917
- Championnats de France du 800 mètres :
  -   Médaille d'or en 1908 et 1912
- Championnats de France du 5 000 mètres :
  -  Médaille d'or en 1917
- Championnats des Pays-Bas du 1 500 mètres :
  -  Médaille d'or en 1914

### Autres

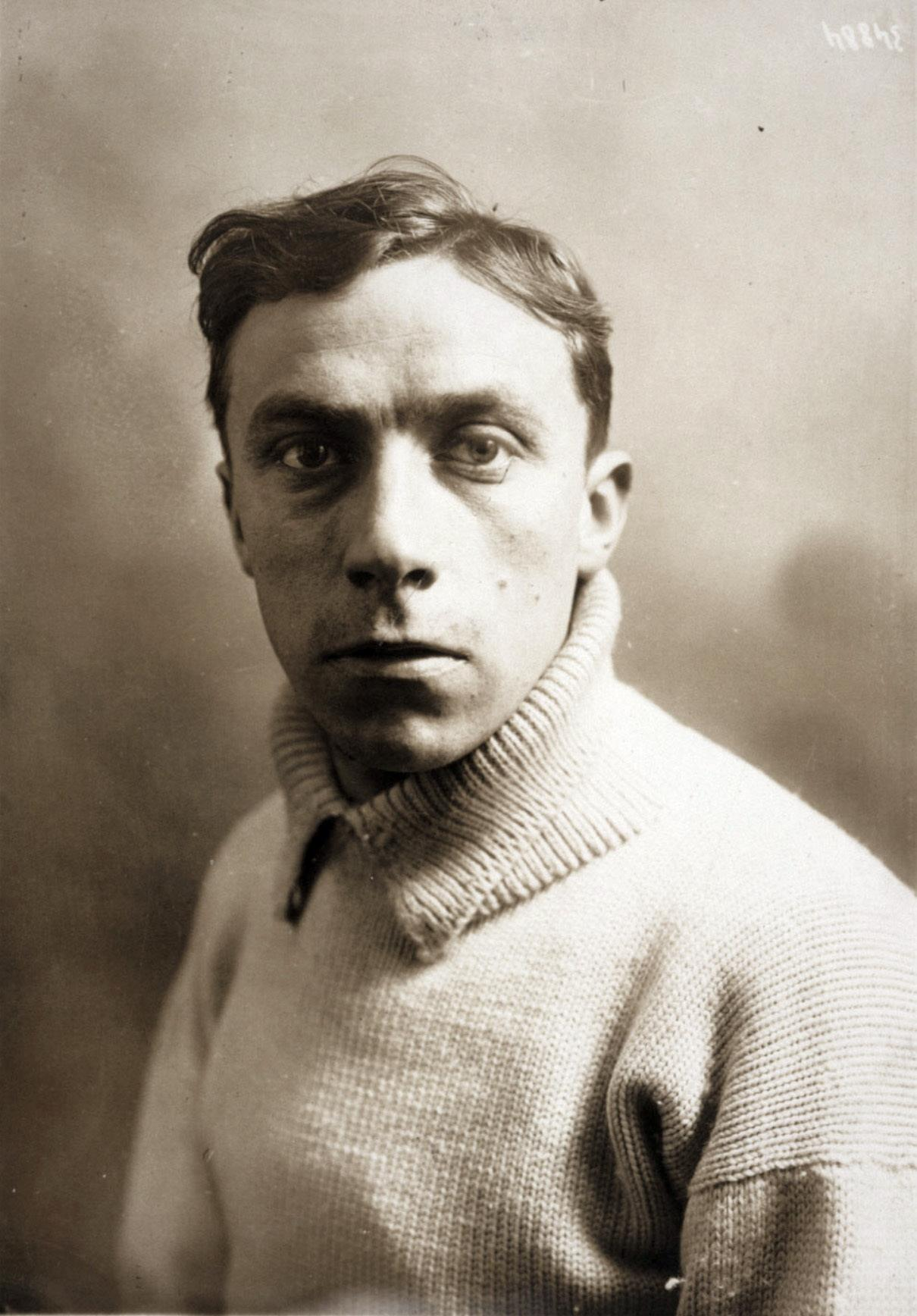
Jacques Keyser par Henri Meurisse.

- 3e du cross des 5 nations en 1913 (pour la France) et deuxième par équipe
- 2e du championnat d’Angleterre de cross-country en 1910
- 2e de Nice-Monaco en 1911 et 1912
- 1er vainqueur du Challenge Lemonnier (Versailles-Paris) en 1908, 1909, 1910, 1912, 1913 et 1914 (recordman du nombre de victoires)
- 1er vainqueur du Prix Roosevelt (3 miles) en 1906, 1908, 1909, 1910 et 1912 (recordman du nombre de victoires)
- Meilleure performance mondiale du 1 500 mètres en 1907

### Records personnels
| Distance      | Temps         | Année |
| ------------- | ------------- | ----- |
| 1 500 mètres  | 4 min 4 s 8   | 1913  |
| 5 000 mètres  | 15 min 26 s 1 | 1913  |
| 10 000 mètres | 33 min 8 s 4  | 1908  |